# Instytut Kultury
Instytut Kultury – państwowa jednostka badawczo-rozwojowa Ministerstwa Kultury i Sztuki istniejąca w latach 1974–2002, powołana w celu organizowania i prowadzenia prac naukowo-badawczych w dziedzinie kultury.
Powołanie Instytutu pozostawało w ścisłym związku z ustawą z 1961 r. o instytutach naukowo-badawczych oraz ustawą z 1973 r. o zmianie przepisów dotyczących stopni naukowych i tytułów naukowych oraz organizacji instytutów naukowo-badawczych.
Nadzór nad Instytutem sprawował Minister Kultury i Sztuki.

## Przedmiot działania Instytutu
Przedmiotem działania Instytutu było organizowanie i prowadzenie prac naukowo-badawczych w dziedzinie tworzenia podstaw naukowych dla państwowej polityki kulturalnej, a w szczególności:
- prowadzenie badań nad procesami rozwoju kulturalnego społeczeństwa,
- prowadzenie badań nad doskonaleniem systemu kierowania kulturą i upowszechnianiem kultury,
- prowadzenie prac dotyczących diagnozy sytuacji w poszczególnych dziedzinach kultury i prognozowania ich rozwoju, a także rozwoju środowisk twórczych,
- prowadzenie badań w zakresie wymiany kulturalnej z zagranicą.

## Zniesienie Instytutu
Na podstawie rozporządzenie Ministra Kultury z 2002 r. w sprawie likwidacji jednostki badawczo-rozwojowej o nazwie "Instytut Kultury" w Warszawie zlikwidowano Instytut Kultury.